# Velupillai Prabhakaran
Velupillai Prabhakaran (en tàmil: வேலுப்பிள்ளை பிரபாகரன்) (Valvettithurai, 26 de novembre de 1954 - Mullaitivu, 18 de maig de 2009) fou un activista polític, fundador i líder dels Tigres d'Alliberament de Tamil Eelam (els Tigres Tàmils), una organització armada formada per crear un Estat tàmil independent al nord i est de Sri Lanka.